# Ministr zpravodajských služeb Izraele
Ministr zpravodajských služeb (hebrejsky שר המודיעין‎, sar ha-modi'in), dříve ministr zpravodajských služeb a atomové energie, byl člen izraelské vlády, stojící v čele izraelského zpravodajského společenství. Pravomoci však sdílel s úřadem premiéra. Portfolio bylo zřízeno 6. května 2009.
Mezi působnost ministra patřily zpravodajské služby, avšak žádná z izraelských zpravodajských služeb mu nebyla podřízená; Šin bet a Mosad jsou podřízeny úřadu premiéra, zatímco Aman spadá pod izraelskou armádu a ministerstvo obrany.
V březnu 2024 ministerstvo zaniklo a pravomoci převzal premiér. Poslední ministryní byla Gila Gamli'el ze strany Likud.
| ministr        | strana    | vláda | funkční období        |
| -------------- | --------- | ----- | --------------------- |
| Dan Meridor    | Likud     | 32.   | 06.05.2009–18.03.2013 |
| Juval Steinitz | Likud     | 33.   | 18.03.2013–14.05.2015 |
| Jisra'el Kac   | Likud     | 34.   | 14.05.2015–17.05.2020 |
| Eli Kohen      | Likud     | 35.   | 17.05.2020-13.06.2021 |
| Elazar Stern   | Yesh Atid | 36.   | 13.06.2021–29.12.2022 |
| Yariv Levin    | Likud     | 37.   | 29.12.2022–02.01.2023 |
| Gila Gamli'el  | Likud     | 37.   | 02.01.2023–13.03.2024 |

## Plán nuceného vysídlení palestinského obyvatelstva Gazy
V říjnu 2023 ministerstvo vypracovalo dokument doporučuje nucené vysídlení Palestinců z Pásma Gazy, kterých zda žije asi 2,3 milionu, do Egypta, na Sinajský poloostrov. Dokument upozorňuje na předpokládané obtíže mezinárodního schválení, ale vyhnání ospravedlňuje jako řešení problému uprchlíků hledajících úkryt před válkou. Informaci přinesl server The Times of Israel. Palestinci plán odmítají, stejně jako Egypt. Izraelská vláda význam dokumentu snižuje, premiér Benjamin Netanjahu tvrdí, že materiál představuje „počáteční úvahy“ týkající se této otázky, kterými se teď úřady nezabývají.